# Château de Launaguet
Le château de Launaguet est un château situé dans le département de la Haute-Garonne dans le Sud-Ouest de la France.

## Histoire
Le château actuel a été construit en 1845 sur les ruines d'un manoir incendié en 1805. Le domaine avait été acheté en décembre 1843 par Jasques-Henry Dufaÿ, Baron de Launaguet, Préfet de Montauban, puis Maître des requêtes au Conseil d'État. Son tombeau se trouve dans la chapelle, devant l'église actuelle.
Ce château a été restauré par un architecte installé à Launaguet, Auguste Virebent.
Il est devenu patrimoine communal en septembre 1991, et classé monument historique le 11 février 1993.

### Époque contemporaine
- Le château de Launaguet, reconverti en hôtel de ville.

## Architecture extérieure

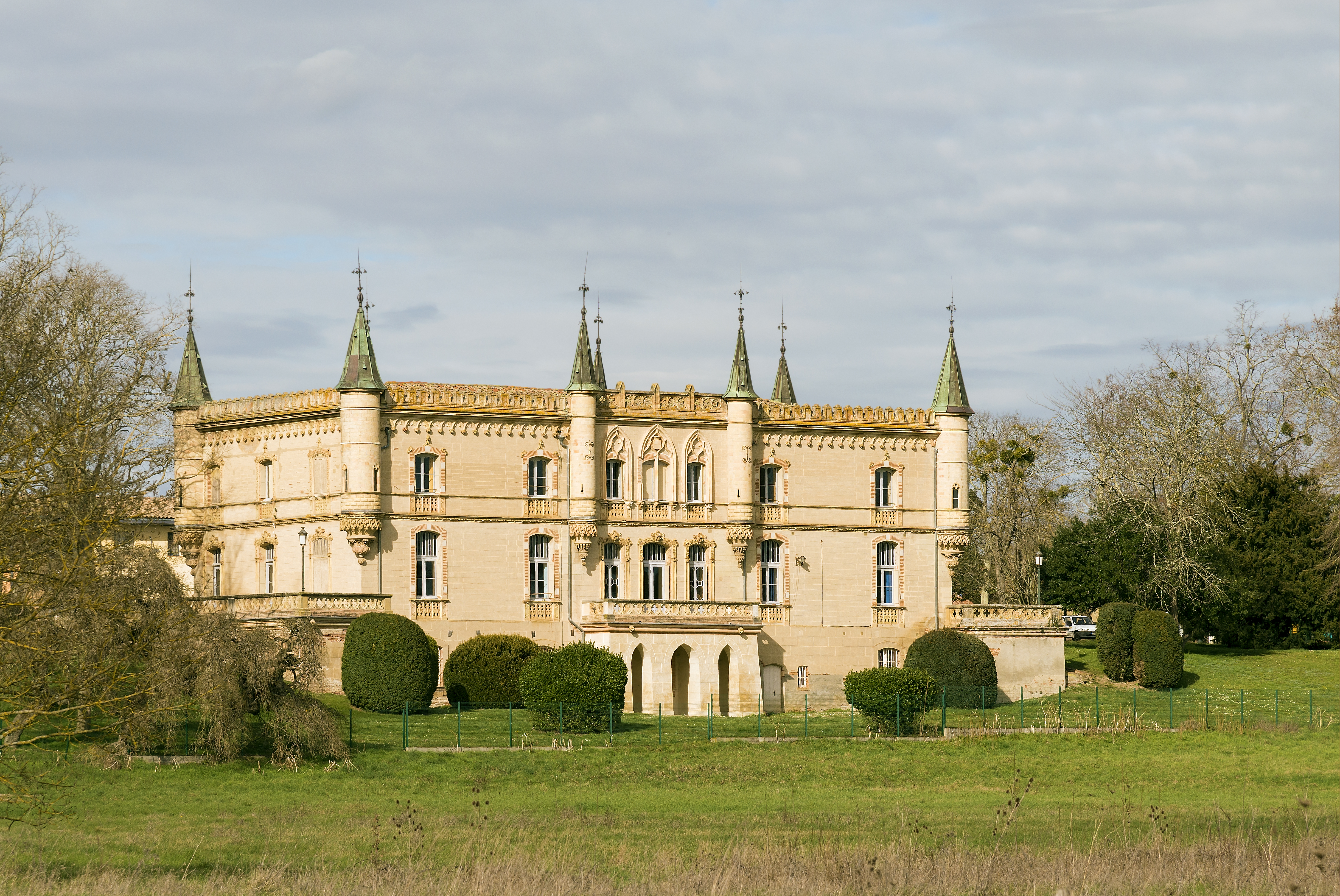
Façade sud-est.
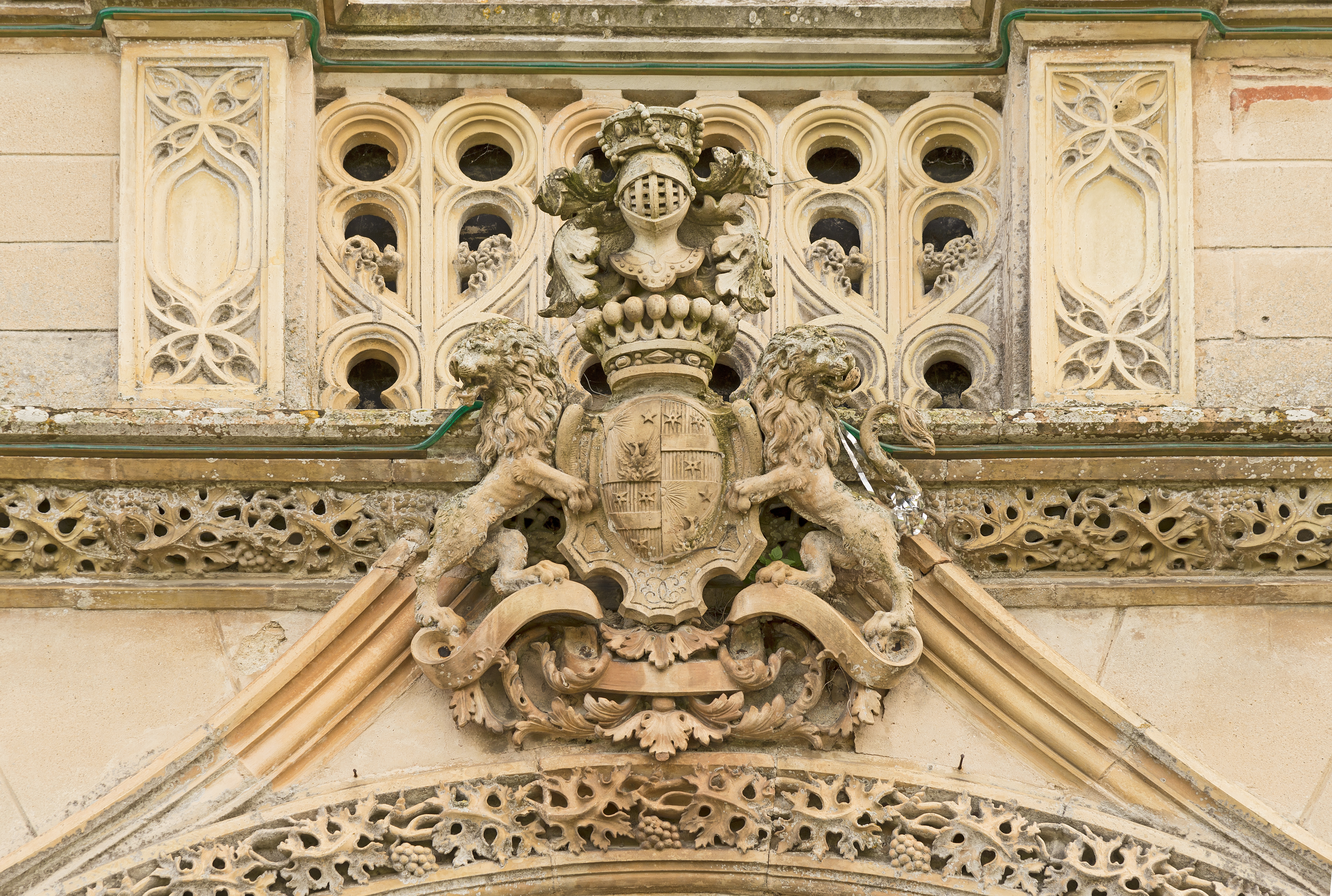
Armoiries de Jasques-Henry Dufay, baron de Launaguet, au-dessus de l'entrée du château.
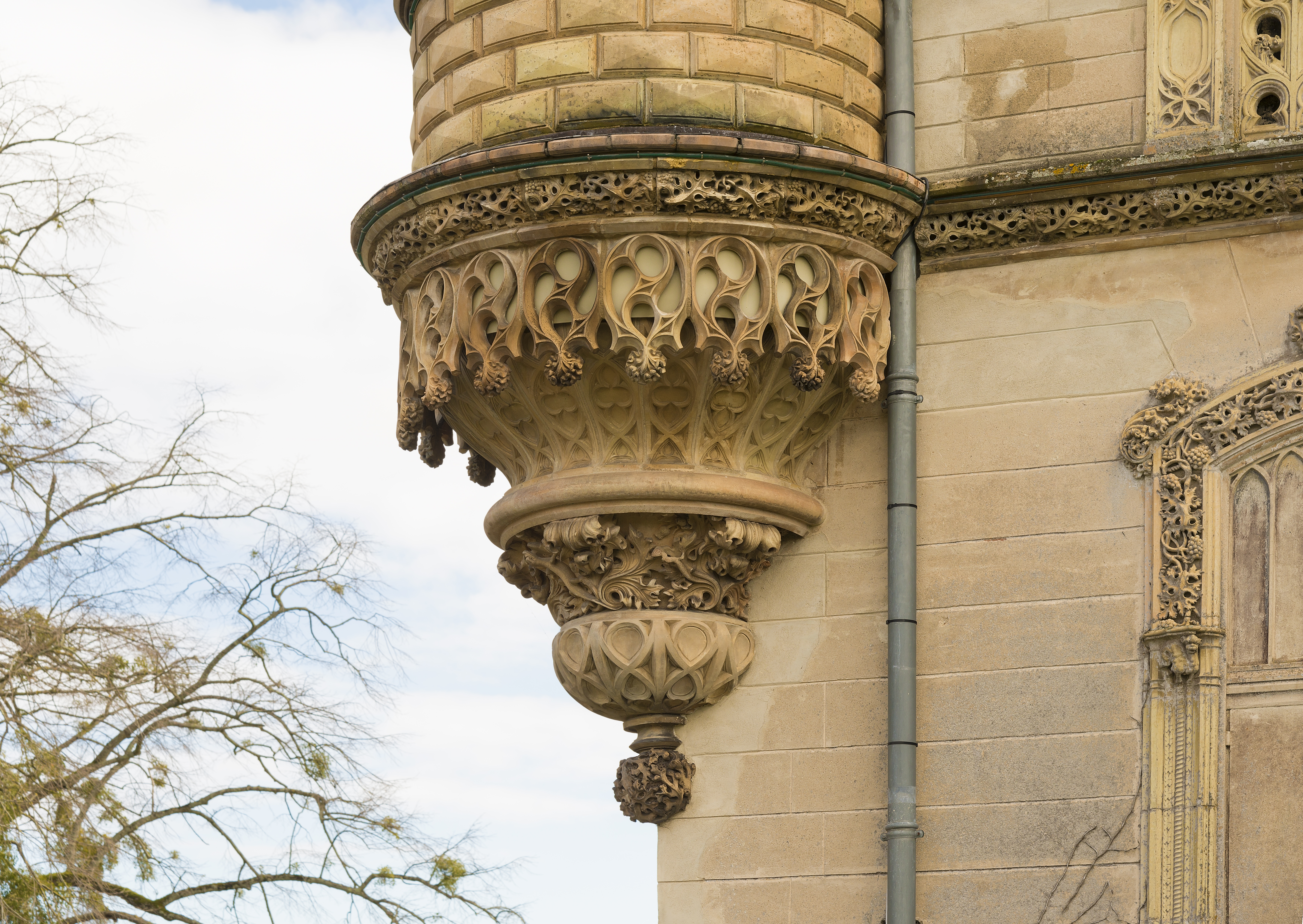
Échauguette « aux lézards ». Décor en terre cuite d'Auguste Virebent.
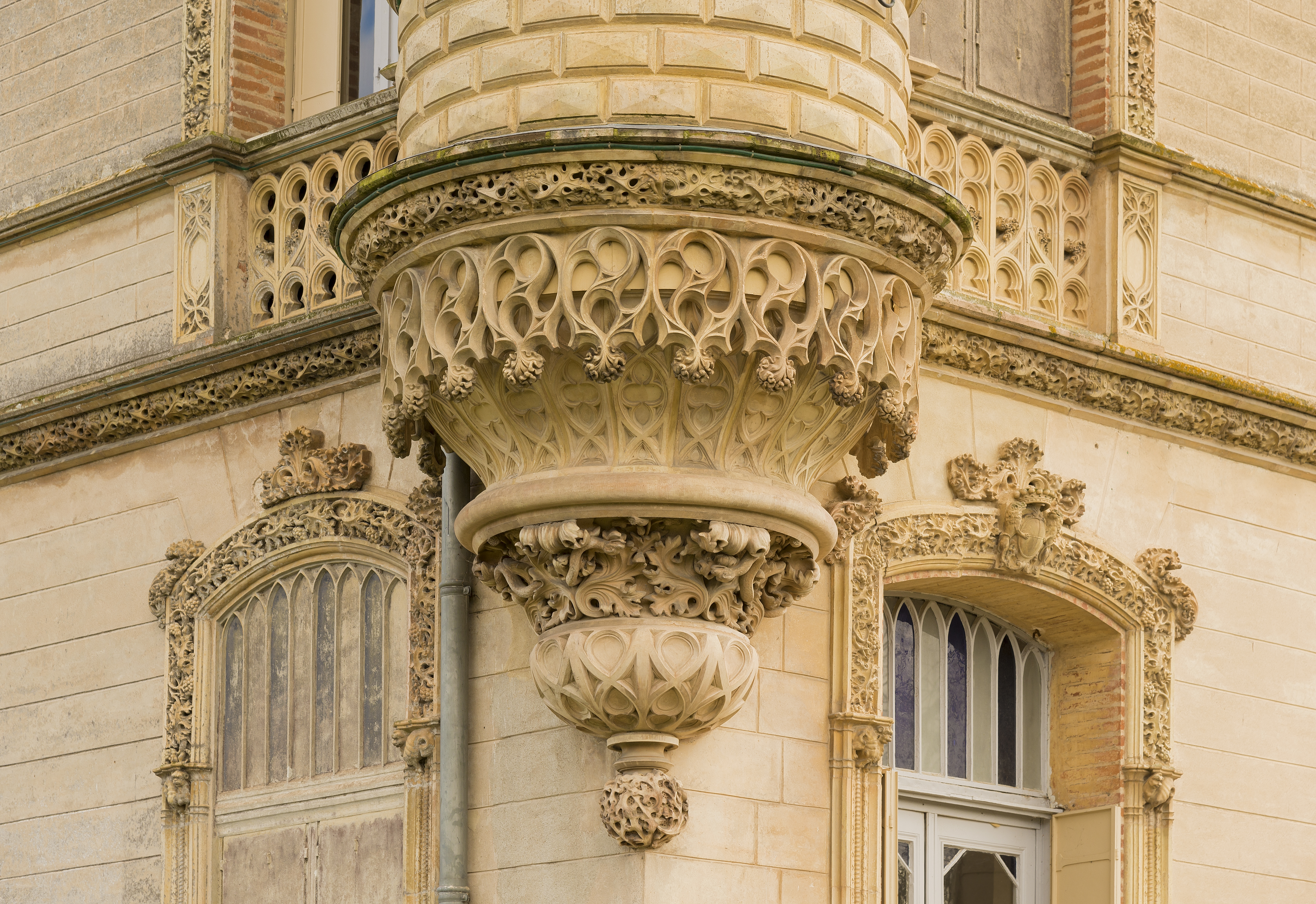
Échauguette « aux serpents ». Décor en terre cuite d'Auguste Virebent.
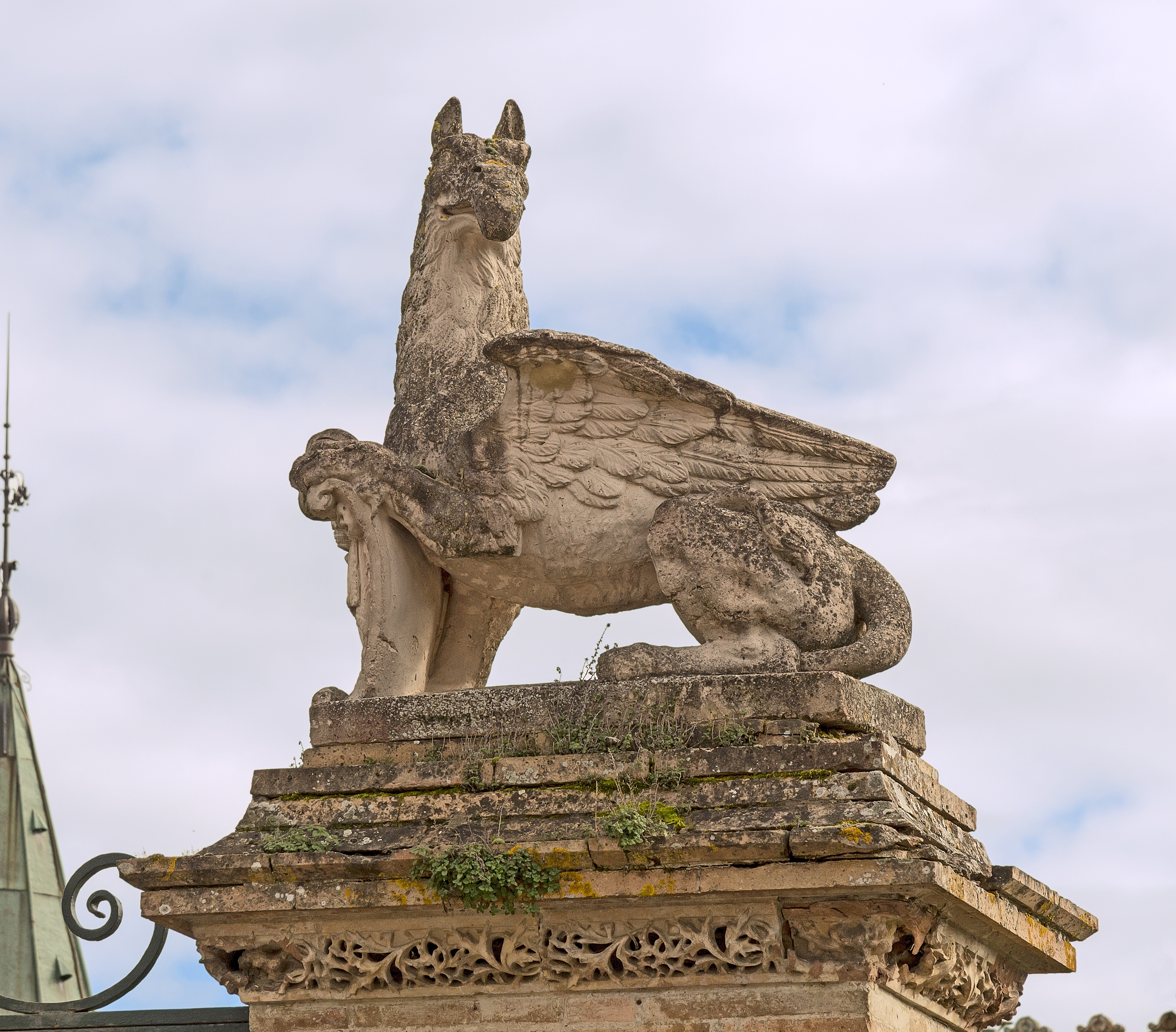
Griffon terre cuite d'Auguste Virebent.
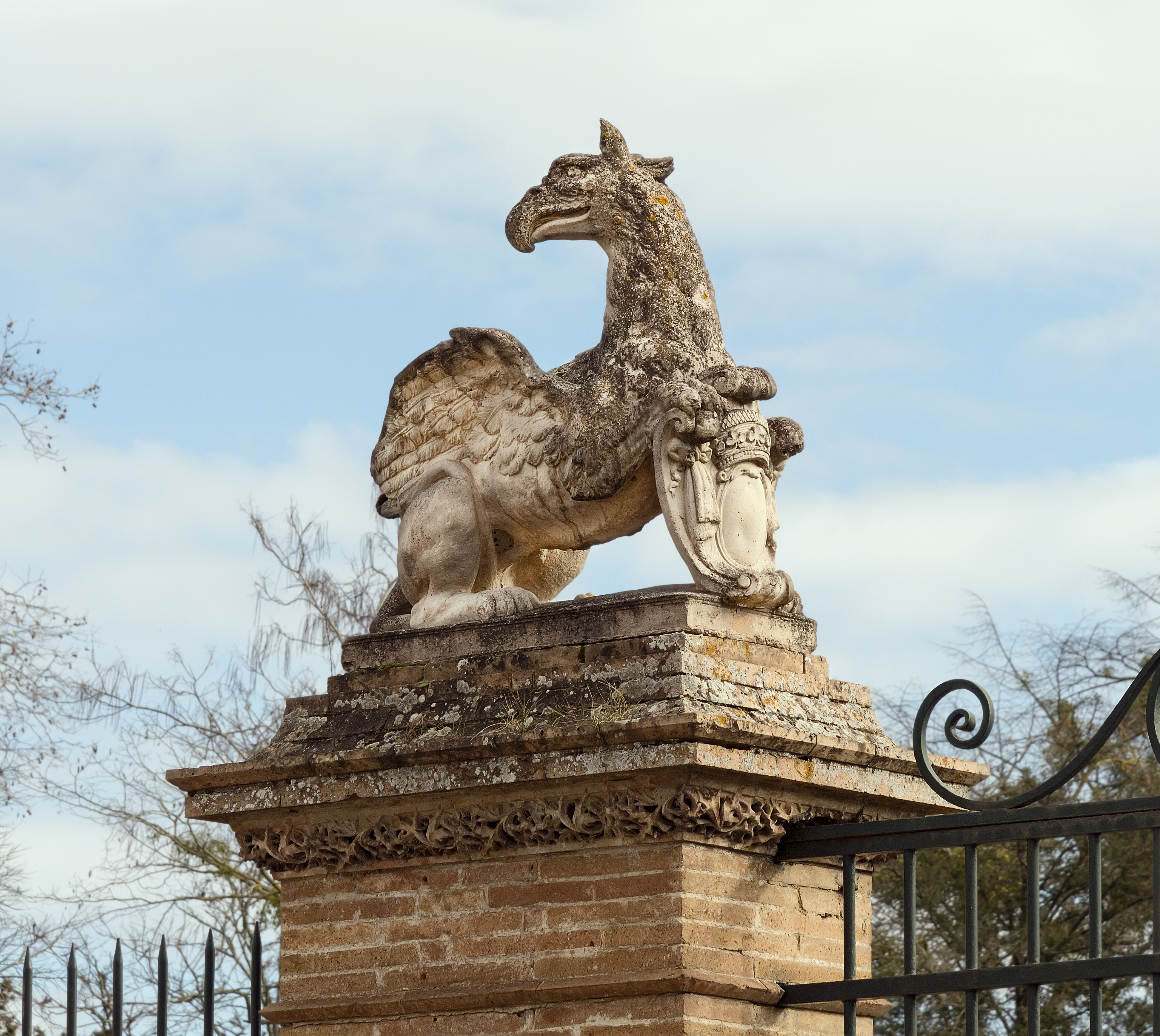
Griffon terre cuite d'Auguste Virebent.
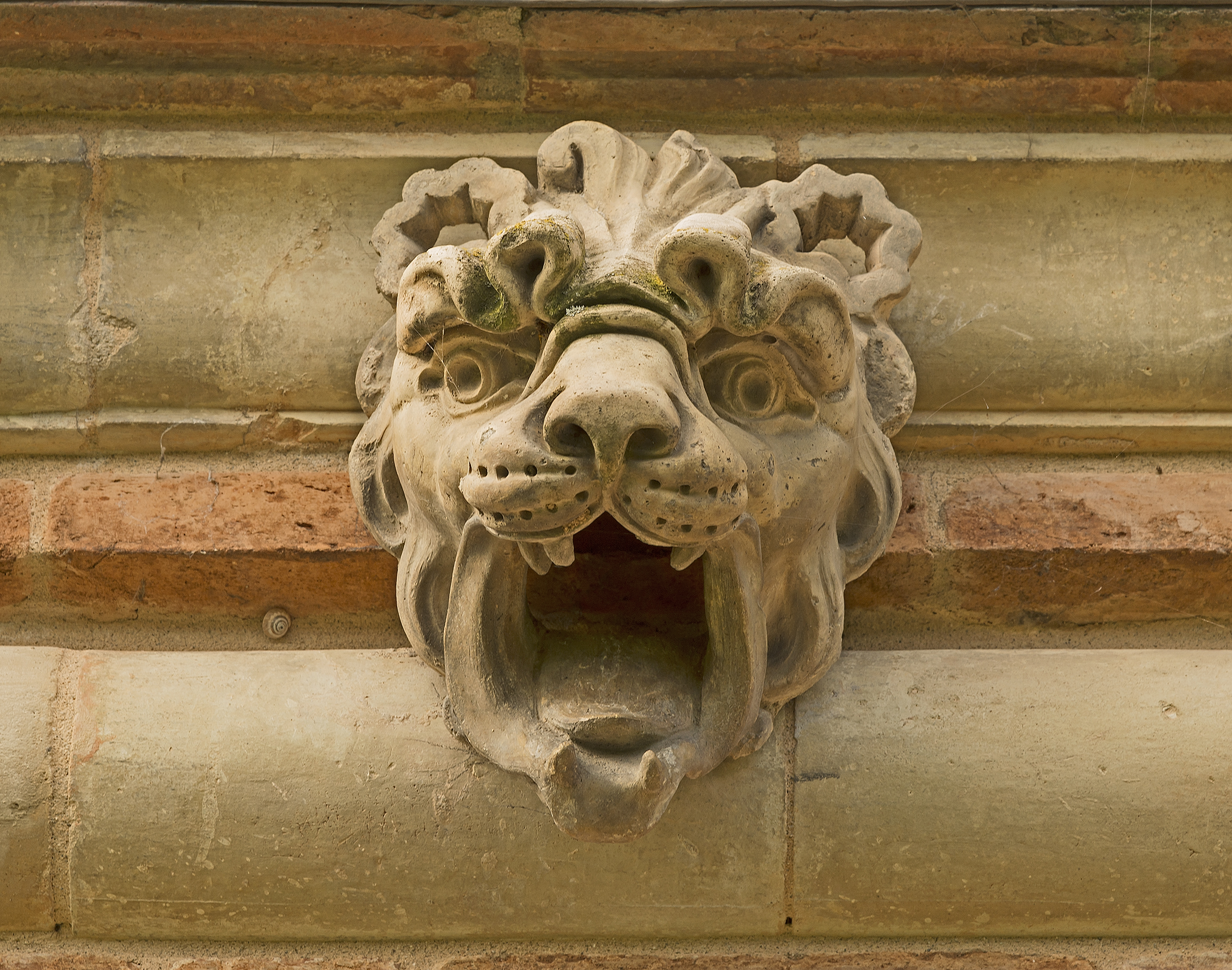
Tête de lion façade nord-ouest.